# Trichomycterus vittatus
Trichomycterus vittatus är en fiskart som beskrevs av Regan, 1903. Trichomycterus vittatus ingår i släktet Trichomycterus och familjen Trichomycteridae. Inga underarter finns listade i Catalogue of Life.